# Холидье-Тари
Холидье-Тари (также Холидьетари, Холильетари) — река в России, протекает по территории Таймырского Долгано-Ненецкого района Красноярского края. Левый приток реки Бикада-Нгуома.  Длина реки составляет 122 км. Площадь водосборного бассейна — 1430 км².
Исток находится в восточной части полуострова Таймыр, к югу озера Балдатурку, на высоте более 112 м над уровнем моря. В верховьях течёт преимущественно на северо-восток по арктической тундре, вдоль юго-восточного подножья возвышенности Тас. Приняв несколько притоков, поворачивает на север и протекает вдоль западного берега озера Кунгасалах, от которого отделено невысокой безымянной возвышенностью. Берега реки в значительной степени заболочены. В низовьях реки большое количество некрупных озёр. Впадает в реку реку Бикада-Нгуома по левому берегу, в 44 км от её устья. В нижнем течении ширина реки достигает 85 м при глубине 0,6 м, скорость течения — 0,3 м/с. Постоянные поселения на реке отсутствуют.
Основной приток — река Подгорная длиной 40 км (левый)

## Данные водного реестра
По данным государственного водного реестра России и геоинформационной системы водохозяйственного районирования территории РФ, подготовленной Федеральным агентством водных ресурсов:
- Бассейновый округ — Енисейский
- Речной бассейн — Нижняя Таймыра
- Речной подбассейн — нет
- Водохозяйственный участок — Нижняя Таймыра (включая озеро Таймыр) и другие реки бассейна Карского моря от западной границы бассейна реки Каменная до мыса Прончищева
- Код водного объекта — 17030000112116100141772